# Plantage (Montferland)

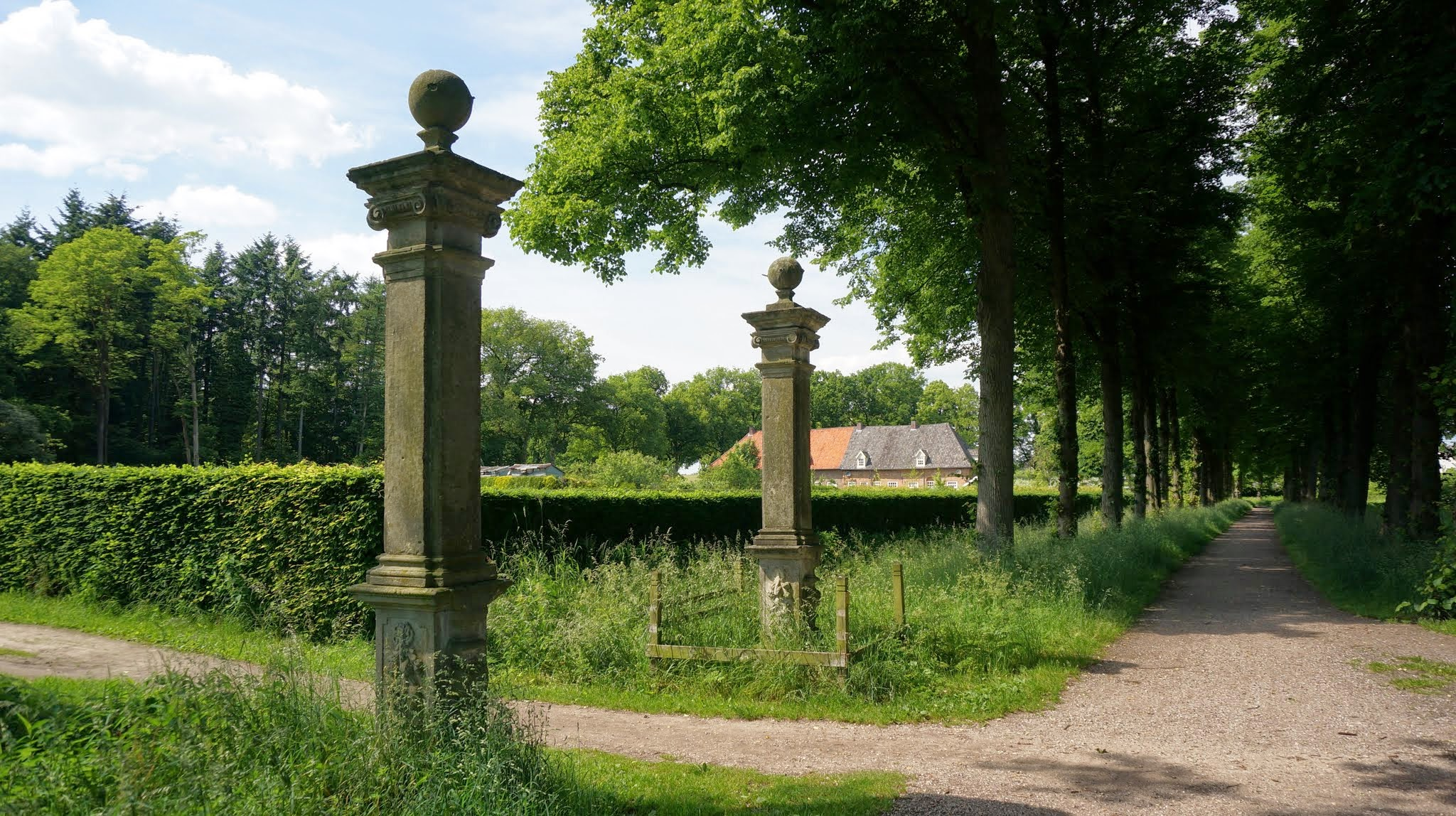
De Plantage

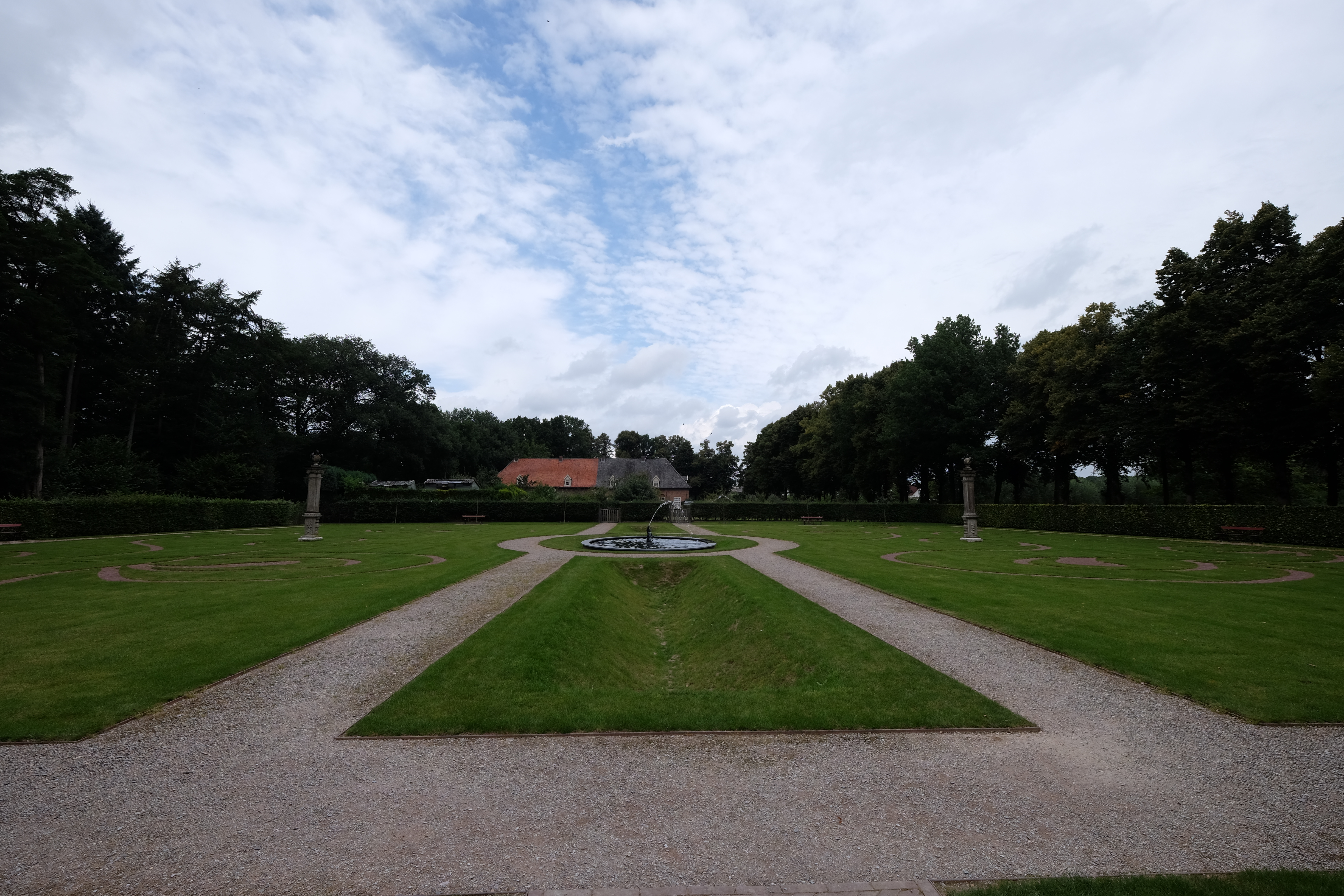
De Gaarde

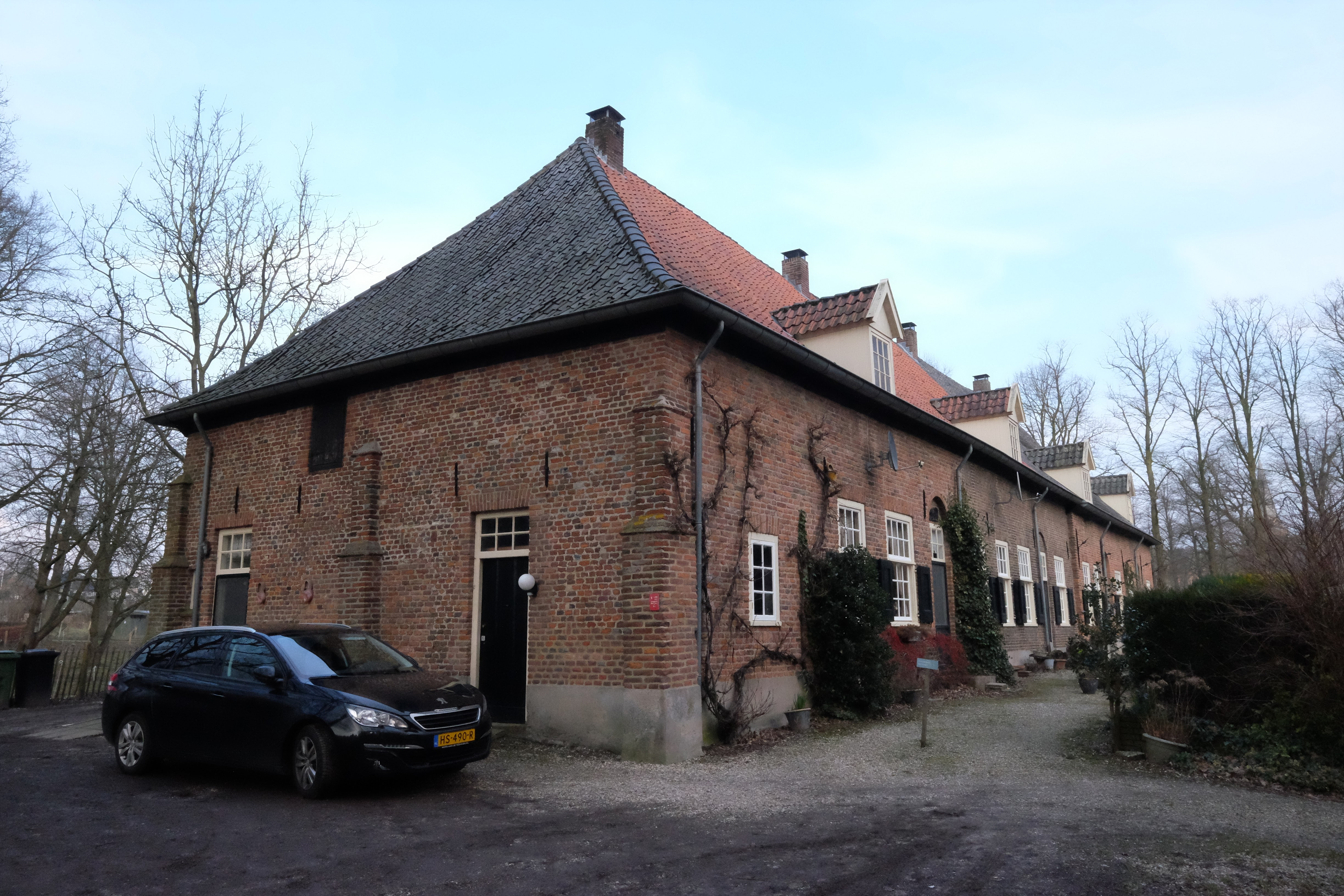
De kaatsbaan

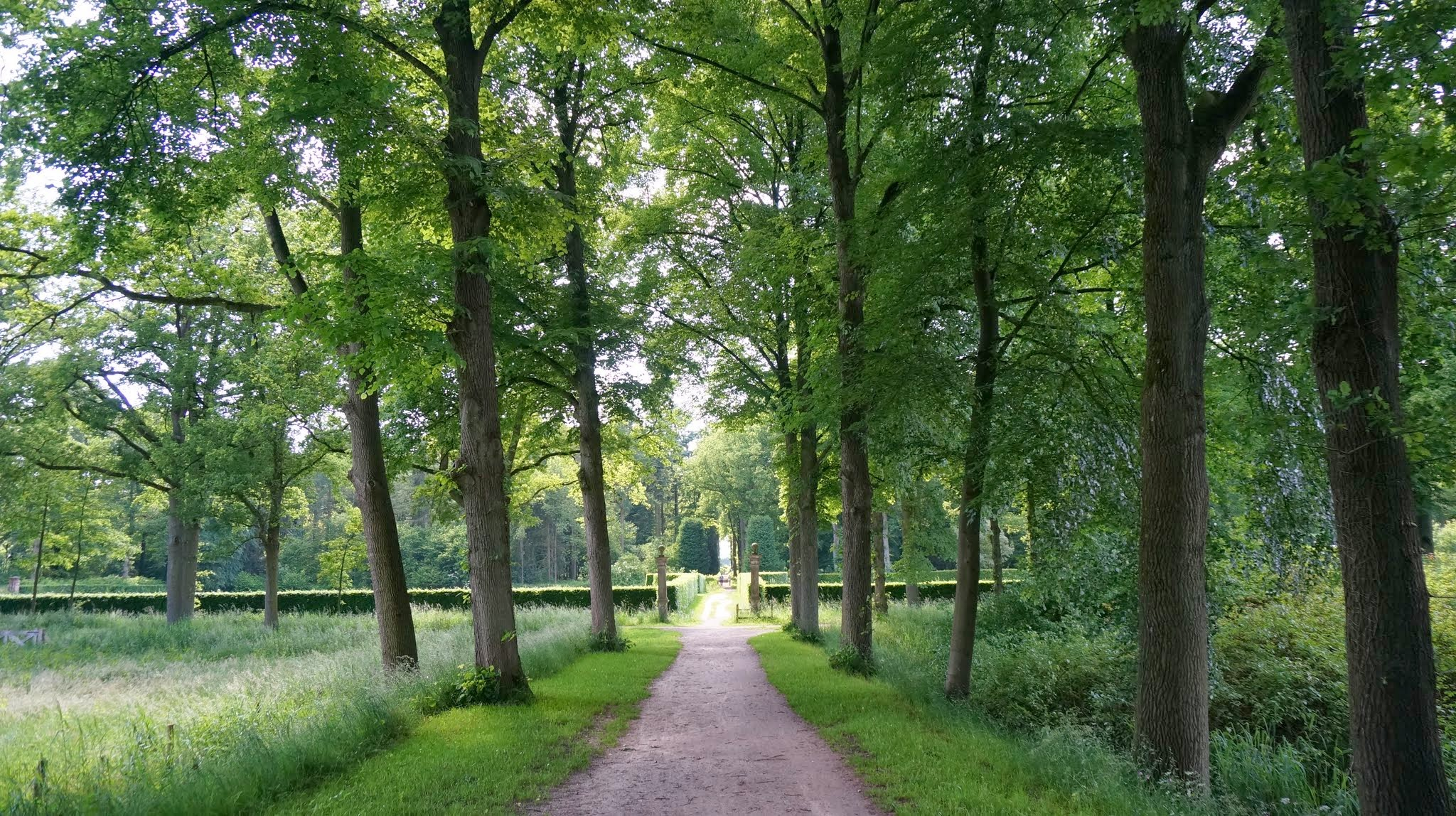
Hofselaan

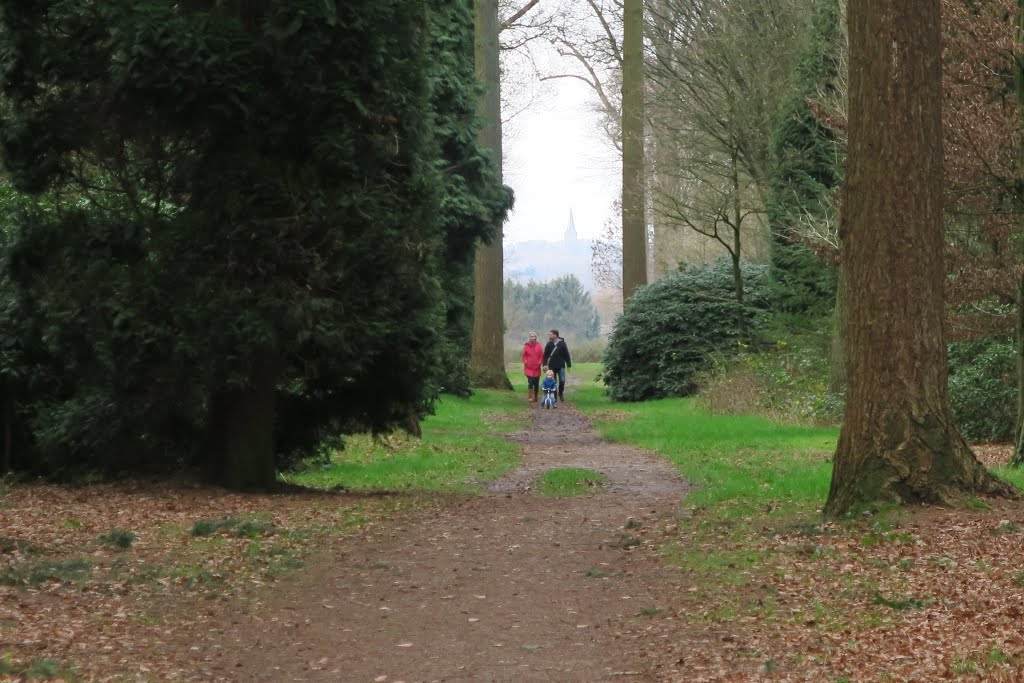
Uitzicht op Hoch-Elten

De Plantage is een parkbos juist ten westen van kasteel Huis Bergh in 's-Heerenberg in de provincie Gelderland. Het parkbos werd eind 18e eeuw aangelegd. De grote middenlaan, de Hofselaan, ziet uit op de toren van de Sint-Vituskerk in Hoch-Elten. Een van de dwarslanen is gericht op de Sint-Martinuskerk in Emmerik. 

## Geschiedenis
Voordat de Plantage in de 18e eeuw werd aangelegd lag er al de siertuin de Gaarde, in die tijd drie hectare groot. De Gaarde bestaat nog steeds, maar is nu veel kleiner en was anno 2007 in delen als tuintjes verpacht. Feitelijk maakt De Gaarde nu onderdeel uit van de Plantage.
Het gebied, omvattend het oostelijk deel van de Plantage en de Gaarde, heette oorspronkelijk de Vinkenberg. Rond 1560 heeft de graaf van Bergh in dit gebied zijn kaatsbaan laten bouwen voor het beoefenen van het kaatsspel, dat toen erg in trek was. Dit historische gebouw bestaat nog steeds. In de 17e eeuw werden hier ook een Franse tuin en boomgaarden aangelegd. De gerestaureerde kaatsbaan bestaat tegenwoordig uit woningen.

## Landschappelijke bijzonderheden
De oudste eiken in de Plantage dateren nog van de aanleg in de 18e eeuw, maar door droogte en verlaging van de grondwaterstand lijden ze sterk. Behalve eiken en eikenhakhout nemen ook douglassparren en Japanse lariksen een grote plaats in op de Plantage. Ook staan er veel rhododendrons.
In de Plantage staan ook bomen die veel ouder zijn dan de 18e eeuw. Bij de aanleg van de Plantage zijn de twee elkaar kruisende hoofdlanen zo aangelegd dat ze uitzien op de stiftskerk van Hoog-Elten en de Martinikerk van Emmerik. Het laatste uitzicht wordt echter momenteel door bomen versperd. Aan het eind van de Hofselaan ligt een grote donkergrijze kwartsiet. Deze zwerfsteen werd gevonden in een akker aan de zuidrand van het Zeddamse bos en is tijdens de voorlaatste ijstijd vanuit het noorden van Europa hier beland. Elders in de Plantage, op een driesprong van paden, staat nog een dergelijke grote steen met wat kleinere stenen eromheen. Deze granietsteen komt uit een bouwland bij de Vossenweg bij Stokkum
Botanische bijzonderheden in de Plantage zijn onder andere aanwezigheid van de bosanemoon, de gevlekte aronskelk, de bosklaverzuring en dalkruid.  Paddenstoelen die voorkomen zijn de violette satijnzwam, de zwavelzwam en de eikhaas. 
Landschappelijk bijzonder is de holle weg in het Princessenbosje, die door voetstappen en regenwater is uitgesleten. Het Princessenbosje is een stuk bos aan de overkant van het Nachtegaalslaantje, dat aansluit op de Plantage.

## Inloopcentrum de Plantage
In de Marktstraat in 's-Heerenberg is een inloopcentrum gevestigd dat vernoemd is naar de Plantage. 
Het is een dagvoorziening voor mensen die behoefte hebben aan ontmoeting en ondersteuning. Het biedt een kleinschalige en laagdrempelige ontmoetingsplek voor inwoners van de gemeente Montferland vanaf 60 jaar met een hulpvraag.